# West Lyman (Dakota del Sur)
West Lyman es un territorio no organizado ubicado en el condado de Lyman en el estado estadounidense de Dakota del Sur. En el Censo de 2010 tenía una población de 230 habitantes y una densidad poblacional de 0,16 personas por km².

## Geografía
West Lyman se encuentra ubicado en las coordenadas 43°56′29″N 100°9′22″O / 43.94139, -100.15611. Según la Oficina del Censo de los Estados Unidos, West Lyman tiene una superficie total de 1405.82 km², de la cual 1402.11 km² corresponden a tierra firme y (0.26%) 3.7 km² es agua.

## Demografía
Según el censo de 2010, había 230 personas residiendo en West Lyman. La densidad de población era de 0,16 hab./km². De los 230 habitantes, West Lyman estaba compuesto por el 94.35% blancos, el 0% eran afroamericanos, el 3.91% eran amerindios, el 0% eran asiáticos, el 0% eran isleños del Pacífico, el 0% eran de otras razas y el 1.74% pertenecían a dos o más razas. Del total de la población el 0.43% eran hispanos o latinos de cualquier raza.